# Lily of the Valley (Lied)
Lily of the Valley (deutsch Maiglöckchen) ist ein Lied der britischen Rockband Queen. Das von Freddie Mercury geschriebene Stück erschien im November 1974 auf dem Album Sheer Heart Attack. Es ist eine der wenigen Balladen auf dem Album.

## Musik
Lily of the Valley wurde von Freddie Mercury geschrieben. Produzent war Roy Thomas Baker gemeinsam mit der Band. Das Stück ist eine Ballade aus dem Rock-Bereich. Das Klavier wird von Mercury gespielt, der auch den kompletten Gesang übernimmt.

## Hintergrund
Auf dem Album ist Lily of the Valley der fünfte Titel und der letzte Song einer dreiteiligen ineinander übergehenden Folge von Songs, die getrennt aufgenommen und später zusammengemischt wurden: Tenement Funster, Flick of the Wrist und Lily of the Valley. Lily of the Valley wurde auch als B-Seite verschiedener Singles in den USA und im Vereinigten Königreich verwendet. Im Vereinigten Königreich war es Now I’m Here, in den USA die Wiederveröffentlichung von Keep Yourself Alive. Im Songtext wird auf den Titel Seven Seas of Rhye vom vorhergehenden Album Queen II verwiesen, mit der Textzeile: „messenger from Seven Seas has flown, to tell the King of Rhye he's lost his throne.“
1999 sagte Brian May dem britischen Musikmagazin Mojo:

“Freddie's stuff was so heavily cloaked, lyrically… But you could find out, just from little insights, that a lot of his private thoughts were in there, although a lot of the more meaningful stuff was not very accessible. Lily of the Valley was utterly heartfelt. It's about looking at his girlfriend and realising that his body needed to be somewhere else. It's a great piece of art, but it's the last song that would ever be a hit.”

„Freddies Sachen waren textlich so stark verhüllt… Aber man konnte durch kleine Einblicke herausfinden, dass viele seiner privaten Gedanken darin enthalten waren, obwohl viele der bedeutungsvolleren Sachen nicht sehr zugänglich waren. Lily of the Valley" war von tiefstem Herzen. Es geht darum, dass er seine Freundin ansieht und merkt, dass sein Körper woanders sein muss. Es ist ein großartiges Kunstwerk, aber es ist der letzte Song, der jemals ein Hit werden würde.“

## Musikvideo
Bei YouTube gibt es ein offizielles Lyrikvideo, das bis November 2022 mehr als 2 Millionen Abrufe verzeichnete.